# Митов-Нильссон, Давид
Давид Эрик Йохан Митов-Нильссон (макед. Давид Ерик Јохан Митов Нилсон, швед. David Erik Johan Mitov Nilsson; 12 января 1991, Норрчёпинг, Швеция) — северомакедонский футболист шведского происхождения, вратарь клуба «Норрчёпинг» и национальной сборной Северной Македонии.

## Карьера

### Клубная
Всю свою карьеру провел в родном Норрчёпинге, лишь один сезон отыграв в аренде во втором шведском дивизионе за Сильвию.

### В сборной
Выступал за все молодежные команды Швеции, а также провёл один матч за национальную сборную "Тре крунур" 21 января 2014 против Исландии (победа 2:0), но затем принял предложение играть за сборную своей исторической родины и отстоял на ноль в отборочном поединке Евро-2016 со сборной Беларуси 12 октября 2015 (0:0).